# Alekszandr Alekszandrovics Popov
Alekszandr Alekszandrovics Popov (oroszul: Алекса́ндр Алекса́ндрович Попо́в, Angarszk, 1980. augusztus 31. –) világbajnok orosz jégkorongozó, a Kontinentális Jégkorong Ligában szereplő CSZKA Moszkva játékosa. Pályafutása során a Avangard Omszk csapatában 18 évet töltött el, a csapat szurkolóinak körében kultikus játékossá vált. A klub történetének ötödik legeredményesebb játékosa és rekorder a lejátszott szezonok és tétmeccsek számát tekintve. 2016. július 25-én igazolt a CSZKA Moszkvához.

## Pályafutása

### Klubcsapatokban
Pályafutását szülővárosának csapatában kezdte, majd 1998-ban az Avangard Omszk csapatához igazolt, ahol ezt követően tizennyolc évet töltött el.  2004-ben orosz bajnok, 2001-ben, 2006-ban és 2012-ben ezüstérmes, 2007-ben pedig bronzérmes volt a csapattal, amellyel 2005-ben Európa-kupát nyert, 2007-ben pedig bejutott az Interkontinentális Kupa döntősébe.
2011 májusában további három évre meghosszabbította szerződését az Omszkkal.
2013. december 31-én a szerződést újabb három évvel meghosszabbította.
2015. február 20-án a Szibir Novoszibirszk elleni hazai bajnoki mérkőzésen lépett jégre csapata színeiben 900. alkalommal, amivel rekordtartó lett a vonatkozó ranglistát tekintve. Összesen 505 pontot szerzett a klubban lejátszott mérkőzései alatt (175 gól + 330 gólpassz).
A 2015-2016-os idényben 18. szezonját kezdte meg az Avangardban, amivel szintén rekorder lett, megelőzve az addig első Nyikolaj Berezsovszkijt és Jurij Panovot.
2016. július 23-án közös megegyezéssel felbontotta szerződését csapatával, majd két nap múlva aláírt a CSZKA Moszkvához.

### A válogatottban
Az orosz válogatottban 2004 decemberében mutatkozott be. A Channel One Cup elnevezésű tornán két mérkőzésen kapott játéklehetőséget.
Ezt követően 2006 augusztusában és novemberében kapott meghívót a nemzeti csapatba, ahol az Euro Hockey Tour mérkőzésein számítottak a játékára. Utóbbi időpontban sérülésre hivatkozva lemondta a szereplést, ezt követően pedig Vjacseszlav Bikov szövetségi kapitány nem számított rá a keret összeállításakor.
2012 májusában szerepelt újra a válogatottban, immáron Zinetula Biljaletgyinov irányítása alatt. Az abban az évben rendezett világbajnokságot megnyerte az orosz csapat, a döntőben a szlovákokat 6–2-re legyőzve. Popov tíz mérkőzésen 12 pontot ért el a tornán, ami az egész mezőnyben a hatodik legjobb mutató volt.
Részt vett a 2014. évi téli olimpiai játékokon.
2015. április 16-án, Finnország ellen ünnepelte 50. válogatottságát.

## Statisztika

### Alapszakasz és playoff mérkőzésekkel
| 1998–99             | Avangard Omszk      | RSL                 | 5   | 0   | 0   | 0   | 0   | —   | —  | —  | —  | —  |
| 1998–99             | Avangard Omszk 2    | RUS-3               | 32  | 14  | 21  | 35  | 22  | —   | —  | —  | —  | —  |
| 1999–00             | Avangard Omszk      | RSL                 | 21  | 0   | 4   | 4   | 20  | —   | —  | —  | —  | —  |
| 1999–00             | Avangard Omszk 2    | RUS-3               | 16  | 12  | 12  | 24  | 8   | —   | —  | —  | —  | —  |
| 2000–01             | Avangard Omszk      | RSL                 | 32  | 4   | 7   | 11  | 26  | —   | —  | —  | —  | —  |
| 2001–02             | Avangard Omszk      | RSL                 | 35  | 4   | 11  | 15  | 14  | —   | —  | —  | —  | —  |
| 2002–03             | Avangard Omszk      | RSL                 | 6   | 0   | 0   | 0   | 2   | —   | —  | —  | —  | —  |
| 2002–03             | Avangard Omszk 2    | RUS-3               | 6   | 5   | 3   | 8   | 2   | —   | —  | —  | —  | —  |
| 2003–04             | Avangard Omszk      | RSL                 | 39  | 9   | 9   | 18  | 28  | —   | —  | —  | —  | —  |
| 2004–05             | Avangard Omszk      | RSL                 | 46  | 6   | 6   | 12  | 2   | 10  | 1  | 0  | 1  | 2  |
| 2004–05             | Avangard Omszk 2    | RUS-3               | 2   | 1   | 4   | 5   | 2   | —   | —  | —  | —  | —  |
| 2005–06             | Avangard Omszk      | RSL                 | 24  | 5   | 5   | 10  | 6   | —   | —  | —  | —  | —  |
| 2006–07             | Avangard Omszk      | RSL                 | 54  | 7   | 18  | 25  | 12  | —   | —  | —  | —  | —  |
| 2007–08             | Avangard Omszk      | RSL                 | 57  | 11  | 23  | 34  | 22  | —   | —  | —  | —  | —  |
| 2008–09             | Avangard Omszk      | KHL                 | 56  | 14  | 26  | 40  | 30  | 9   | 1  | 5  | 6  | 0  |
| 2009–10             | Avangard Omszk      | KHL                 | 49  | 6   | 21  | 27  | 16  | 3   | 0  | 0  | 0  | 0  |
| 2010–11             | Avangard Omszk      | KHL                 | 48  | 9   | 23  | 32  | 14  | 14  | 3  | 9  | 12 | 2  |
| 2011–12             | Avangard Omszk      | KHL                 | 44  | 9   | 14  | 23  | 14  | 21  | 4  | 7  | 11 | 10 |
| 2012–13             | Avangard Omszk      | KHL                 | 37  | 7   | 24  | 31  | 4   | 12  | 1  | 3  | 4  | 10 |
| 2013–14             | Avangard Omszk      | KHL                 | 50  | 15  | 19  | 34  | 8   | —   | —  | —  | —  | —  |
| 2014–15             | Avangard Omszk      | KHL                 | 55  | 15  | 28  | 43  | 4   | 12  | 0  | 7  | 7  | 2  |
| 2015–16             | Avangard Omszk      | KHL                 | 37  | 5   | 11  | 16  | 6   | 9   | 1  | 3  | 4  | 0  |
| 2016–17             | CSZKA Moszkva       | KHL                 | 51  | 13  | 20  | 33  | 12  | 10  | 2  | 1  | 3  | 2  |
| 2017–18             | CSZKA Moszkva       | KHL                 | 36  | 7   | 12  | 19  | 2   | 21  | 2  | 11 | 13 | 0  |
| 2018–19             | CSZKA Moszkva       | KHL                 | 43  | 3   | 11  | 14  | 4   | 14  | 1  | 2  | 3  | 4  |
| Az RSL-ben összesen | Az RSL-ben összesen | Az RSL-ben összesen | 319 | 46  | 83  | 129 | 150 | 85  | 6  | 13 | 19 | 46 |
| A KHL-ben összesen  | A KHL-ben összesen  | A KHL-ben összesen  | 506 | 103 | 209 | 312 | 114 | 125 | 15 | 48 | 63 | 18 |

### A válogatottban
| Év       | Csapat      | Versenysorozat | Eredmény |    | M | Gól | Gólpassz | Pont | PIM |
| -------- | ----------- | -------------- | -------- | -- | - | --- | -------- | ---- | --- |
| 2012     | Oroszország | VB             | Arany    | 10 | 4 | 8   | 12       | 2    |     |
| 2013     | Oroszország | VB             | 6.       | 8  | 0 | 4   | 4        | 0    |     |
| 2014     | Oroszország | Olimpia        | 5.       | 5  | 0 | 0   | 0        | 0    |     |
| Összesen | Összesen    | Összesen       | Összesen | 23 | 4 | 12  | 16       | 2    |     |